# یوری الف دمیتریف
یوری آلکسی اویچ دمیتریف (روسی: Yury A. Dmitriev) زادهٔ ۲۸ ژانویهٔ ۱۹۵۶) (متولد ۱۹۵۶ درپتروزاودسک) یک فعال حقوق بشری و مورخ محلی در کارلیا (شمال غربی روسیه) است. از اوایل دهه ۱۹۹۰، وی برای یافتن قبرها و کشف اعدامهای گسترده در عهد استالین و شناسایی تعداد قربانیان دفن شده در آن زمان تحت عنوان پاکسازی بزرگ تلاش کرده است. نتیجه تحقیقات وی نشان داد، تاریخچه کارلیا به نسبت سایر بخش‌های فدراسیون روسیه حاوی مدارک و مستندات بهتری از این لحاظ هست.
در ۱۳ دسامبر ۲۰۱۶ دمیتریف به خاطر تحقیقاتش و به اتهام تهیه تصاویر مستهجن از دختر خوانده خود، ناتاشا دستگیر شد. از همان آغاز، همکاران دمیتریف با عزم جزم در پی هتک حرمت از این تاریخ‌نگار و کار وی برآمدند، اتهامات را بی اساس و با انگیزه اعلام کردند. برگزاری دادگاه غیرعلنی باعث جلب توجه مطبوعات شد و این موضوع به انتقادات دولتی در سطح ملی و بین‌المللی تبدیل شد. در تاریخ ۲۶ دسامبر سال ۲۰۱۷، بررسی دادگاه دوم به این نتیجه رسید و با حکم هیئت قضات تأکید کرد که عکس دخترخوانده او هیچ ربطی به موضوع پورنوگرافی ندارند و همان‌طور که متهم اصرار داشت، از سلامت یک کودک بیمار گرفته شده است.
پس از اینکه این مورخ روس در یک مرکز روان‌پزشکی در ۲۷ ژانویه ۲۰۱۸ در انستیتوی سربسکی در مسکو معاینه شد، با شرط اینکه از پتروزاودسک خارج نشود آزاد شد. اتهامات علیه وی برطرف نشده و منوط به رای دادگاه گردید و قرار شد جلسه دادگاه بعدی در ۲۷ فوریه ۲۰۱۸ برگزار شود. در ۵ آوریل ۲۰۱۸ قاضی دمیتریف را که دو اتهام مربوط به عکس دخترخوانده‌اش ناتاشا داشت، و نه سال حبس را دربرداشت، لغو کرد و در ۲۰ مارس توسط دادستانی تبرئه شد. با اینحال دادگاه دمیتریف را به دلیل داشتن اسلحه گرم با جرم کمتری مقصر دانست. دمیتریف پس از گذشت بیش از یک سال زندان و تحمل سه ماه دیگر به‌طور مشروط آزاد شد، به این معنی که هفته‌ای دوبار به زندان شهر گزارش دهد. در تاریخ ۱۳ آوریل ۲۰۱۸، یلنا آسکروا، دادستان شهر پتروزاودسک، دادخواست رسمی را به اتهام تبرئه یوری دمیتریف به جز یک اتهام به دادگاه ارائه کرد. دمیتریف مجدداً در ژوئن سال ۲۰۱۸ بازداشت شد، ظاهراً به دلیل نقض شرایط آزادی وی در حکم ژانویه بود. در نهایت در ۱۴ ژوئن، دیوان عالی کارلیا حکم رانویه را لغو کرد و دستور تجدید نظر داد. بعداً اتهامات دیگری اضافه شد و دمیتریف دوباره تحت معاینه روان‌پزشکی قرار گرفت.
دمیتریف در اواخر ۲۰۱۶ کتاب یادبود را که نام بیش از ۶۴۰۰۰ تن از «مهاجران ویژه» تبعید شده از دهه ۱۹۳۰ در آن ثبت شده را منتشر کرد، وی به دنبال انتشار کتاب برای اولین بار دستگیر شد، فرزندان این مهاجران ۲۵–۳۰٪ از کسانی هستند که اکنون در پتروزاودسک-کارلیا زندگی می‌کنند.

## دوران کودکی و نوجوانی
یوری دمیتریف تا یک سالگی در یک پرورشگاه در شوروی بود. در سال ۱۹۵۷ توسط یک افسر ارتش و همسرش او را به فرزندی قبول کردند. او در سنین ۱۴ سالگی متوجه شد که آنها اولیای اصلی او نیستند. پدر وی به آلمان شرقی اعزام شد و یوری بخشی از دوران کودکی خود را در درسدن گذراند.
او بعد از گذران تحصیلات دبیرستان، ادامه تحصیلاتش را در بخش بهداشت شمال غربی دانشکده پزشکی سنت پترزبورگ به پایان نرساند. در دوران میخائیل گورباچف، دمیتریف عضو جبهه خلق کارلینا بود، و بین سالهای ۱۹۸۸ تا ۱۹۹۱ در سمت معاونت میخائیل زنکو معاون جمهوری خلق در اتحاد جماهیر شوروی خدمت کرد. در آن زمان بود که او برای اولین بار با اعدام‌ها و گورهای دسته جمعی در دهه ۱۹۳۰ روبرو شد.

## کشف اسامی
دمیتریف به ویژه به دلیل نقش خود در کشف و تحقیق در پیدا کردن دو محل دفن بزرگ، در و کراسنی‌بور مورد توجه قرار گرفت و بعدها این اماکن به مجتمع‌های یادبود «غیررسمی» تبدیل شده بودند.
کاترینا کلود، دختر دمیتریف در مورد پدرش گفته است: "من اغلب از او می‌پرسیدم که چرا او مرتباً پشت رایانه می‌نشیند و دائم چیزی می‌خواند یا چیزی را می‌نویسد یا کپی می‌کند. " دمیتریف به او پاسخ داده بود: "من نمی‌دانم که در زندگی گذشته چه کسی بوده‌ام، اما اکنون معنای زندگی خود را می‌فهمم و می‌دانم که باید این کار را انجام دهم".
" در ادامه کاترینا به او مکرراً می‌گفت که استراحت کند - دیگر تا کی می‌خواهد با این فهرست‌ها ادامه دهد، دمیتریف به او پاسخ داده بود: "من نمی‌توانم متوقف شوم ،" من باید این کتاب را تمام کنم، مردم منتظر آن هستند". زندگی دیمیتریف سال به سال و زمستان به زمستان در پی این گمشده‌ها بود و او در تابستان‌ها در اطراف شهرهای مختلف به دنبال پیدا کردن مکانهای دفن احتمالی قربانیان دهه ۳۰ بود.
دمیتریف در ابتدا با ایوان چوخین در این پروژه شریک شد (ru: Чухин، Иван Иванович) او معاون عالی اتحاد جماهیر شوروی در رومانی (۱۹۹۰–۱۹۹۵) و اولین رئیس انجمن یادبود در کارلینا بود. چوخین به دلیل اینکه پدرش در اعمال سرکوب تحت حکومت استالین درگیر شده بود، مجبور به مشارکت در این کار گردید. اما به دنبال کشته شدن چوخین، مأمور بازنشسته پلیس، در مه ۱۹۹۷ در یک سانحه رانندگی، دمیتریف مجبور شد به تنهایی این پروژه را ادامه دهد. در ۱ ژوئیه ۱۹۹۷، دمیتریف مکان بزرگی از قتل‌عام شدگان در سن پترزبورگ را که در ۱۲ کیلومتری مدوژیگورسک قرار داشت کشف کرد که بعداً نام آن را ساندارمخ نامیدند. چند هفته بعد، وی با هدایت ساکنان محلی، محل اعدام شدگان کراسنی‌بور را که در، ۲۰ کیلومتری پتروسودودسک قرار داشت نیز کشف کرده و مورد تأیید قرار داد.
در ساندارمخ قبور بیش از ۹۰۰۰ قربانی اعدام شده توسط استالین قرار دارد که شامل بیش از ۵۰ جمهوری شوروی و همچنین سایر ملیت‌ها هستند. دمیتریف با استناد به اطلاعاتی که از بایگانی‌ها به دست آورده است، اذعان می‌کند در این قتل‌عام نه هزار زن و مرد را که در ساندارمخ به آنها شلیک کرده‌اند را شناسایی کرده است.